# گذرنامه (فیلم ۱۹۹۰)
«گذرنامه» (روسی: Паспорт) یک فیلم است به کارگردانی گیورگی دانلیا که در سال ۱۹۹۰ منتشر شد.